# 胡韋諾湖
52°58′10.92″N 13°5′17.97″E / 52.9697000°N 13.0883250°E

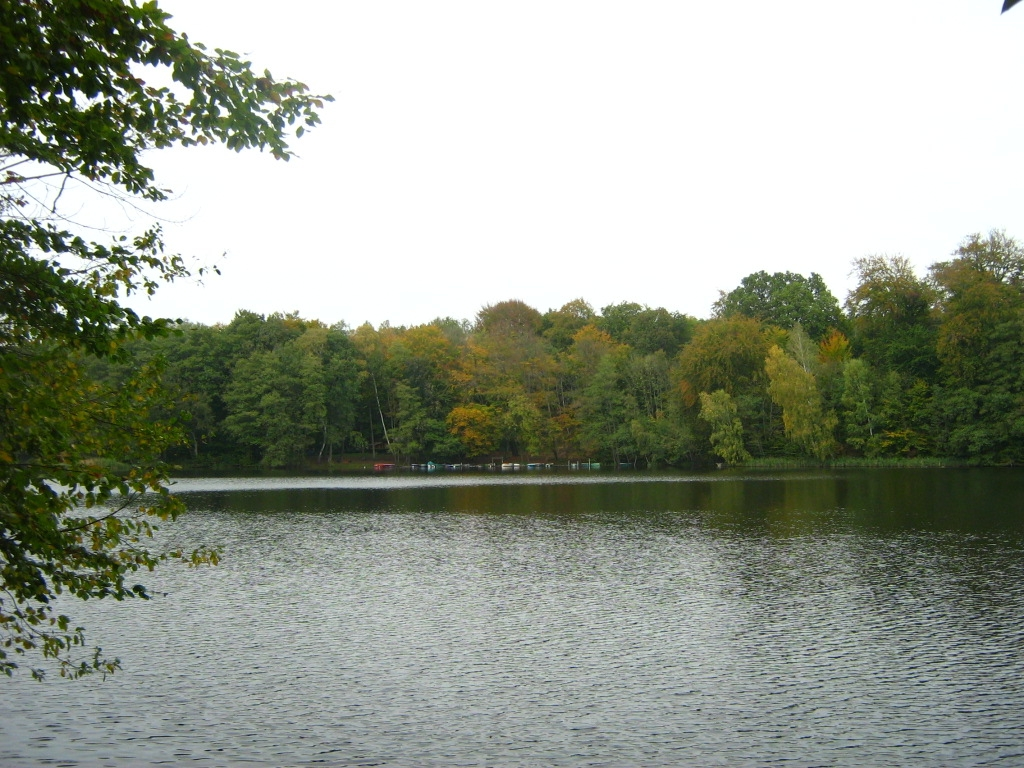

胡韋諾湖（德語：Huwenowsee），是德國的湖泊，位於該國西南部，由勃蘭登堡州負責管轄，處於上哈弗爾縣，面積0.37平方公里，海拔高度42米，最大水深16米。